# Calathusa stenophylla
Calathusa stenophylla är en fjärilsart som beskrevs av Turner 1902. Calathusa stenophylla ingår i släktet Calathusa och familjen trågspinnare. Inga underarter finns listade i Catalogue of Life.